# Робел Кирос Хабте
Робел (Робель) Кирос Хабте (амх. ሮቤል ኪሮስ ሃብቴ; род. 13 апреля 1992 года в Назрете, Эфиопия) — эфиопский пловец.

## Биография и карьера
Родился в 1992 году. Сын президента Эфиопской федерации водных видов спорта Кироса Хабте Кинфе. На момент выступления на Олимпиаде в Рио-де-Жанейро являлся студентом колледжа.
Международную карьеру начал в 2013 году, став участником чемпионата мира по водным видам спорта в категории 50 м вольным стилем у мужчин. На отборочном этапе эфиопский спортсмен финишировал 88-м из 106 участников, показав время 27,48 секунд и тем самым не пройдя в полуфинал.
В 2014 году Робел принимал участие в чемпионате мира по плаванию на короткой воде, где на отборочном заплыве в категории 50 м вольным стилем у мужчин показал время 27,99 секунд. Этого результата также оказалось недостаточным для прохождения в финал.
В 2016 году Робел был выбран одним из представителей Эфиопии на летних Олимпийских играх в Рио-де-Жанейро. На церемонии открытия Игр являлся также знаменосцем своей страны. Пловец участвовал в заплыве на 100 метров вольным стилем, но ему удалось принять участие лишь в отборочном заплыве, где он оказался последним (59-м), показав время 1:04,95 минут и отстав на 17,05 секунд от лидера.

## Популярность
За короткое время спортсмен получил определённую долю известности среди пользователей Интернета и болельщиков. Причиной этому послужили, в частности, его нестандартные физические характеристики: для типичного пловца-олимпийца он является довольно упитанным, его вес составляет 81 кг при росте 176 см. Кроме того, интернет-пользователями высмеивалась и необычная медлительность пловца, хотя результат в 65 секунд на 100-метровой дистанции вольным стилем лучше чемпионских на Олимпиадах до 1908 года и двух первых мировых рекордов.
Среди своих антифанатов пловец получил прозвище Robel the Whale (рус. Робел-Кит). Несмотря на неоднозначную реакцию со стороны болельщиков, сам Робел заявил, что доволен своим выступлением безотносительно результата. Он также заметил, что в его стране слишком много бегунов и мало пловцов и что ему хотелось заняться именно плаваньем, «сделать что-то другое» для своей страны. Наличие ожирения Робел объяснил последствиями от травмы, полученной после автокатастрофы. Он заверил, что в дальнейшем сбросит избыточный вес и вернётся на международные соревнования.